# Leonard
Leonard er et drengenavn, der stammer fra tysk Leonhard, der betyder stærk som en løve. Navnet findes i flere varianter på dansk, blandt andet den svenske version Lennart samt Leonhardt, Leonhart og Leonhard. Navnet findes endvidere i flere udenlandske versioner.
Navnet kan forekomme som efternavn.

## Kendte personer med navnet
- Leonard Bernstein, amerikansk komponist og dirigent.
- Leonard Cohen, canadisk musiker og komponist.
- Leonardo DiCaprio, amerikansk skuespiller.
- Leonhard Euler, schweizisk matematiker.
- Leonardo da Vinci, italiensk maler og opfinder.

## Navnet anvendt i fiktion
- Suzanne og Leonard er en dansk film fra 1984 instrueret af John Hilbard.